# Clique des Ma
Le clan des Ma, aussi appelé maison Ma ou famille des seigneurs de la guerre de Ma (chinois simplifié : 马家军 ; chinois traditionnel : 馬家軍 ; pinyin : mǎjiā jūn ; litt. « Armée de la famille/maison Ma »), est un regroupement de seigneurs de la guerre chinois d'ethnie Hui (Chinois musulmans) actif dans la région du Xibei (province du Qinghai, Gansu et Ningxia) des années 1910 jusqu'à 1949. Le clan était composée de trois familles (« Ma » est un nom de famille répandu chez les Hui car venant de « Mohammed »), chacune ayant sa zone respective de contrôle. Les trois plus importants membres de la clique, sous le gouvernement de Beiyang, sont Ma Bufang, Ma Hongkui (en), et Ma Hongbin (en), appelées sous le nom collectif de Xibei San Ma (西北三马 / 西北三馬, xīběi sān mǎ, « « les trois Ma du Nord-Ouest » »). Certains observateurs de l'époque, comme l'Américain Edgar Snow, décrivent la clique sous le nom des « Quatre Ma » car ils ajoutent le frère de Ma Bufang, Ma Buqing à la liste des chefs de la clique. Les autres membres importants sont Ma Anliang (en), Ma Qi, Ma Lin, Ma Hushan (en), et Ma Zhongying.

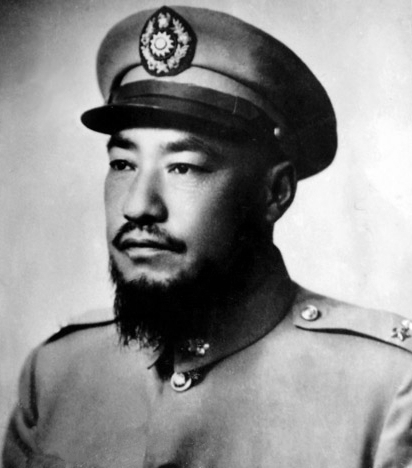
Ma Bufang
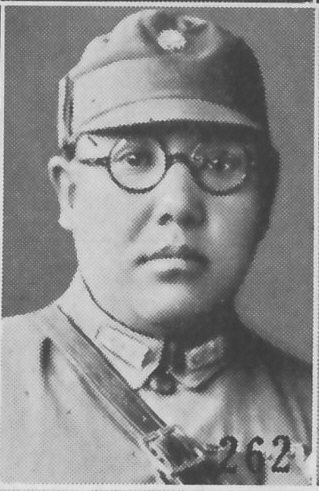
Ma Hongkui (en)
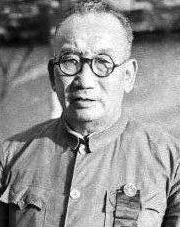
Ma Hongbin (en)

## Description

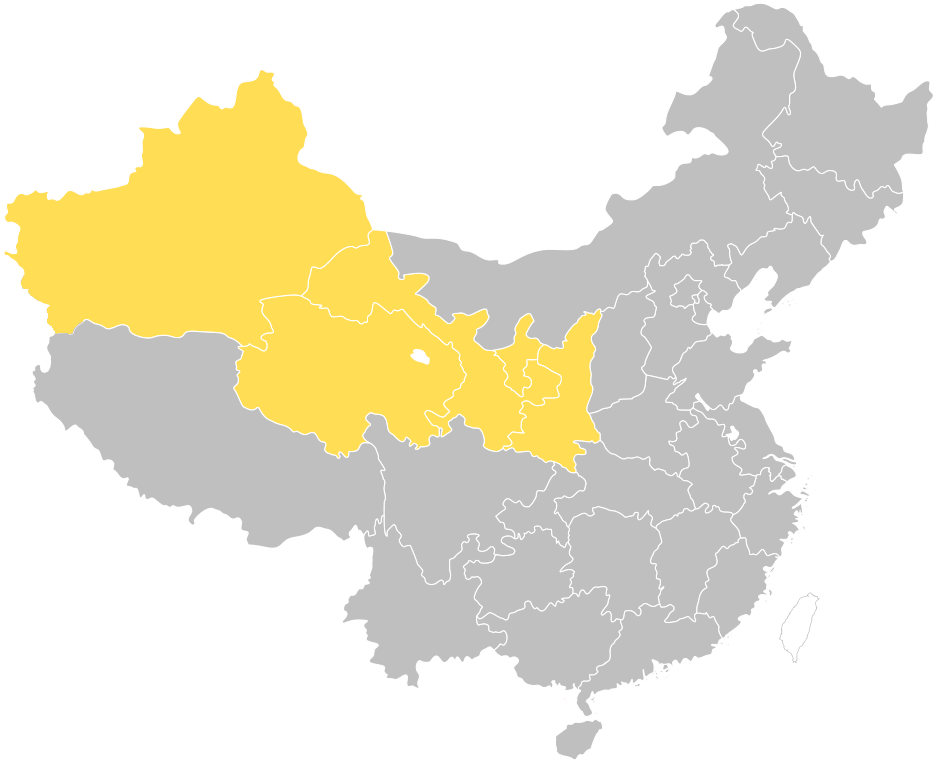
Région d'activité (Xibei) de la clique des Ma.

La clique des Ma réunit des seigneurs de la guerre qui faisaient tous partis de l'armée de la république de Chine. Elle est fondée par des généraux musulmans de l'armée de la dynastie Qing, principalement dans la troupes des Braves du Kansu (en), qui combat durant la révolte des Boxers contre les forces étrangères. Elle est perpétuée pendant deux générations par leurs descendants.
Après la révolution chinoise de 1911 qui renverse les Qing, la clique des Ma déclare son allégeance à la République de Chine. À la différence des Mongols et des Tibétains, les musulmans refusent de se séparer de la république, et Ma Qi utilise très vite ses pouvoirs diplomatiques et militaires pour forcer les nobles tibétains et mongols à reconnaître la République de Chine comme l'autorité souveraine, et envoie un message au président Yuan Shikai réaffirmant que le Qinghai est acquis à la république. Il remplace le « Longue, longue, longue vie à l'Empereur régnant » en « Longue vie à la République » sur les inscriptions. Ma Anliang accepte également de rejoindre le nouveau gouvernement de la république de Chine.
Lorsque le Kuomintang s'empare du pouvoir après l'expédition du Nord, la clique des Ma devient membre du Kuomintang, et ses armées sont renommées en divisions de l'armée nationale révolutionnaire. L'armée Ninghai du général Ma Qi est renommée en « 26e division ».
Ma Zhongying mène la 36e division (en) contre le gouverneur pro-Soviétique du Xinjiang, Jin Shuren, durant la rébellion Kumul, et contre les Soviétiques eux-mêmes durant l'Invasion soviétique du Xinjiang. La 36e division écrase également la Première République au Turkestan oriental à la bataille de Kashgar (en).
Durant la guerre sino-tibétaine, les forces de la clique des Ma menées par Ma Bufang défont une armée tibétaine. Également lors de l'insurrection islamique du Kuomintang (en), Ma Bufang combat les tribus tibétaines au Qinghai pour les ramener sous son contrôle.
Durant la seconde guerre sino-japonaise, la clique des Ma combat les Japonais. Ma Hongbin (en) mène son 81e corps à la bataille de Wuyuan (en). Ma Bufang envoie Ma Biao (en) attaquer l'armée impériale japonaise.
Ma Bufang reçoit l'ordre du Kuomintang d'envahir le Xinjiang dans les années 1940 pour intimider et bouter les forces du gouverneur pro-soviétique Sheng Shicai. La clique de Ma combat également la Seconde République (Turkestan oriental) durant la rébellion Ili.

## Les trois familles de la clique des Ma
- La première famille est dirigée par Ma Zhan'ao. Il a deux fils, Ma Anliang (en) et Ma Guoliang, qui deviennent tous deux des généraux des Qing. Ma Anliang devient plus tard général de la république de Chine. Il a 5 fils, dont 3 sont inconnus. Les 2 autres sont Ma Tingran et Ma Tingxian, qui est exécuté par la Chine communiste en 1962.
- La seconde famille est dirigée par Ma Qianling. Ma Hongbin (en) et Ma Hongkui (en) sont cousins. Leurs pères respectifs, Ma Fulu (en) (1854–1900) et Ma Fuxiang (1876–1932) sont originaires du village de Yangzhushan à Hanji (actuel Linxia), et sont demi-frères. Ma Fulu et le père de Ma Fuxiang, Ma Qianling, à l'origine un petit marchand et fermier de Hezhou, s'est associé avec Ma Zhan'ao – le dirigeant de la région de Hezhou durant la révolte des Dounganes des années 1860 –et qui rejoint le gouvernement des Qing en 1872 en même temps que Ma Zhan'ao. Récompensé par le gouvernement et connaissant le succès dans ses affaires commerciales, il a 4 femmes et 3 femmes[5].Ma Zhan'ao est le père de 2 autres seigneurs de la guerre de la clique de Ma, Ma Anliang (en) et Ma Guoliang[6],[7]. Ma Qianling a également plusieurs neveux qui meurent avec Ma Fulu durant la révolte des Boxers.
- Ma Haiyan (en) fonde la troisième famille. Il a 2 fils, Ma Qi et Ma Lin. Ma Qi a 2 fils, Ma Buqing et Ma Bufang, originaires de la ville de Monigou au Linxia[8]. Leur père, Ma Qi (1869–1931), est basé à Xining, contrôlant l'actuelle province de Qinghai. Ma Zhongying est un neveu de Ma Qi, et donc un cousin de Ma Buqing et Ma Bufang. Ma Hushan (en) est aussi membre de cette famille. Une génération de cette famille a le même nom de génération, « Bu », Ma Bufang, Ma Buqing, Ma Bukang (en), Ma Buluan, et Ma Zhongying (dont le nom de naissance est Ma Buying) tous étant les petits-enfants de Ma Haiyan.

## Histoire
Les origines de la clique des Ma remontent à l'officier des Qing Dong Fuxiang (en). Le général Ma Anliang est le chef de facto des musulmans du Nord-Ouest de la Chine.
Les trois (ou cinq) Ma prennent le contrôle de la région durant l'époque des seigneurs de la guerre, s'alliant d'abord avec le Guominjun puis avec le Kuomintang. Ils combattent l'Armée rouge durant la Longue marche et les Japonais durant la seconde guerre sino-japonaise.
La clique des Ma contrôle de vastes territoires dans le Nord-Ouest, dont les villes de Xining et Hezhou.
La dynastie Qing avait accordé à la famille de Ma Bufang une bannière jaune avec son nom de famille « Ma » dessus. Ma Bufang a longtemps utilisé ce drapeau au combat.
Ma Bufang recrute plusieurs officiers salars de Xunhua dans son armée, comme Han Yimu ou Han Youwen (en).
Dans les derniers temps de la guerre civile chinoise, les Ma combattent du côté du Kuomintang jusqu'à ce que les communistes anéantissent leur cavalerie durant la campagne de Lanzhou (en) et prennent la province du Gansu en août 1949, quelques mois avant l'établissement de la république populaire de Chine. Après l'arrivée des forces communistes, Ma Hongbin choisit de rejoindre le camp adverse. Il est nommé vice-président (poste plus tard appelé vice-gouverneur) du Gansu. Il meurt à Lanzhou en 1960. Ma Hongkui fuit avec le Kuomintang à Taïwan. Il est utilisé par la république de Chine comme bouc émissaire et émigre plus tard aux États-Unis où il meurt le 14 janvier 1970.
Ma Bufang et son fils Ma Jiyuan s'enfuient dans un avion, gagnant Chongqing puis Hong Kong. En octobre 1949, Tchang Kaï-chek lui ordonne de retourner dans le Nord-Ouest pour résister à l'armée populaire de libération, mais il choisit d'émigrer en Arabie saoudite, avec plus de 200 partisans et personnes de sa famille, sous prétexte de faire son pèlerinage à la Mecque. Il devient plus tard le premier ambassadeur de la république de Chine auprès de l'Arabie saoudite.
Le fils aîné de Ma Lin, Ma Burong, rejoint les communistes après 1949 et donne 10 000 yuan pour soutenir les troupes chinoises durant la guerre de Corée.

## Liste des généraux et officiers de la clique des Ma

### 1refamille
- Ma Zhan'ao
- Ma Anliang (en)
- Ma Guoliang
- Ma Suiliang
- Ma Tingxiang
- Ma Tingxian
- Ma Tingbin

### 2efamille
- Ma Qianling
- Ma Fuxiang
- Ma Fulu (en)
- Ma Fushou (en)
- Ma Fucai
- Ma Hongbin (en)
- Ma Hongkui (en)
- Ma Dunjing (1906-1972) (en)
- Ma Dunjing (1910-2003) (en)
- Ma Dunhou (Ma Tung-hou)
- Ma Dunren

#### Officiers
- Ma Fuxing
- Ma Chiang-liang

### 3efamille
- Ma Haiyan (en)
- Ma Haiyuan
- Ma Qi
- Ma Lin
- Ma Bao
- Ma Guzhong
- Ma Liang (general) (en)
- Ma Yuanxiang (en)
- Ma Bufang
- Ma Buqing
- Ma Bukang (en)
- Ma Buluan (en)
- Ma Burong
- Ma Buyuan
- Ma Zhongying (Ma Buying)
- Ma Hushan (en)
- Ma Xuyuan
- Ma Weiguo
- Ma Jiyuan (en)
- Ma Chengxiang (en)
- Ma Biao (general) (en)
- Ma Burong

#### Officiers
- Han Youwen (en)
- Han Yimu
- Ma Zhancang (en)
- Ma Fuyuan (en)
- Ma Shiming
- Ma Ju-lung (en)
- Pai Tzu-li (en)
- Ma Sheng-kuei (en)
- Su Chin-shou (en)
- Ma Xizhen (en)

## Familles de la clique

### 1refamille
|                                       |                                       |                                       |                                       |                                       |                                       |                                      |                                      |                                      |                                      |                                     |                                     | Ma Zhan'ao (Ma Chan-ao) 馬占鰲      |                                     |  |  |                                   |                                   |                                   |                                   |                                   |                                   |  |  |  |  |  |  |                                   |                                   |                                   |                                   |                                   |                                   |  |  |  |  |  |  |
|                                       |                                       |                                       |                                       |                                       |                                       |                                      |                                      |                                      |                                      |                                     |                                     |                                     |                                     |  |  |                                   |                                   |                                   |                                   |                                   |                                   |  |  |  |  |  |  |                                   |                                   |                                   |                                   |                                   |                                   |  |  |  |  |  |  |
|                                       |                                       |                                       |                                       |                                       |                                       |                                      |                                      |                                      |                                      |                                     |                                     |                                     |                                     |  |  |                                   |                                   |                                   |                                   |                                   |                                   |  |  |  |  |  |  |                                   |                                   |                                   |                                   |                                   |                                   |  |  |  |  |  |  |
|                                       |                                       |                                       |                                       | Ma Anliang (en) (Ma An-liang) 馬安良  | Ma Anliang (en) (Ma An-liang) 馬安良  | Ma Anliang (en) (Ma An-liang) 馬安良 | Ma Anliang (en) (Ma An-liang) 馬安良 | Ma Anliang (en) (Ma An-liang) 馬安良 | Ma Anliang (en) (Ma An-liang) 馬安良 |                                     |                                     |                                     |                                     |  |  | Ma Guoliang (Ma Kuo-liang) 馬國良 | Ma Guoliang (Ma Kuo-liang) 馬國良 | Ma Guoliang (Ma Kuo-liang) 馬國良 | Ma Guoliang (Ma Kuo-liang) 馬國良 | Ma Guoliang (Ma Kuo-liang) 馬國良 | Ma Guoliang (Ma Kuo-liang) 馬國良 |  |  |  |  |  |  | Ma Suiliang (Ma Sui-liang) 馬遂良 | Ma Suiliang (Ma Sui-liang) 馬遂良 | Ma Suiliang (Ma Sui-liang) 馬遂良 | Ma Suiliang (Ma Sui-liang) 馬遂良 | Ma Suiliang (Ma Sui-liang) 馬遂良 | Ma Suiliang (Ma Sui-liang) 馬遂良 |  |  |  |  |  |  |
|                                       |                                       |                                       |                                       | Ma Anliang (en) (Ma An-liang) 馬安良  | Ma Anliang (en) (Ma An-liang) 馬安良  | Ma Anliang (en) (Ma An-liang) 馬安良 | Ma Anliang (en) (Ma An-liang) 馬安良 | Ma Anliang (en) (Ma An-liang) 馬安良 | Ma Anliang (en) (Ma An-liang) 馬安良 |                                     |                                     |                                     |                                     |  |  | Ma Guoliang (Ma Kuo-liang) 馬國良 | Ma Guoliang (Ma Kuo-liang) 馬國良 | Ma Guoliang (Ma Kuo-liang) 馬國良 | Ma Guoliang (Ma Kuo-liang) 馬國良 | Ma Guoliang (Ma Kuo-liang) 馬國良 | Ma Guoliang (Ma Kuo-liang) 馬國良 |  |  |  |  |  |  | Ma Suiliang (Ma Sui-liang) 馬遂良 | Ma Suiliang (Ma Sui-liang) 馬遂良 | Ma Suiliang (Ma Sui-liang) 馬遂良 | Ma Suiliang (Ma Sui-liang) 馬遂良 | Ma Suiliang (Ma Sui-liang) 馬遂良 | Ma Suiliang (Ma Sui-liang) 馬遂良 |  |  |  |  |  |  |
|                                       |                                       |                                       |                                       |                                       |                                       |                                      |                                      |                                      |                                      |                                     |                                     |                                     |                                     |  |  |                                   |                                   |                                   |                                   |                                   |                                   |  |  |  |  |  |  |                                   |                                   |                                   |                                   |                                   |                                   |  |  |  |  |  |  |
| Ma Tingxiang (Ma T'ing-hsiang) 馬廷勷 | Ma Tingxiang (Ma T'ing-hsiang) 馬廷勷 | Ma Tingxiang (Ma T'ing-hsiang) 馬廷勷 | Ma Tingxiang (Ma T'ing-hsiang) 馬廷勷 | Ma Tingxiang (Ma T'ing-hsiang) 馬廷勷 | Ma Tingxiang (Ma T'ing-hsiang) 馬廷勷 |                                      |                                      | Ma Tingxian (Ma T'ing-hsien) 馬廷賢  | Ma Tingxian (Ma T'ing-hsien) 馬廷賢  | Ma Tingxian (Ma T'ing-hsien) 馬廷賢 | Ma Tingxian (Ma T'ing-hsien) 馬廷賢 | Ma Tingxian (Ma T'ing-hsien) 馬廷賢 | Ma Tingxian (Ma T'ing-hsien) 馬廷賢 |  |  | Ma Tingbin (Ma T'ing-pin) 馬廷?   | Ma Tingbin (Ma T'ing-pin) 馬廷?   | Ma Tingbin (Ma T'ing-pin) 馬廷?   | Ma Tingbin (Ma T'ing-pin) 馬廷?   | Ma Tingbin (Ma T'ing-pin) 馬廷?   | Ma Tingbin (Ma T'ing-pin) 馬廷?   |  |  |  |  |  |  |                                   |                                   |                                   |                                   |                                   |                                   |  |  |  |  |  |  |

### 2efamille
|                                    |                                    |                                    |                                    |                                    |                                    |  |  |                               |                               |                               |                               | Ma Qianling (Ma Ch'ien-ling) 馬千齡 |                               |  |  |                                                   |                                                   |                                                   |                                                   |                                                   |                                                   |  |  |  |  |                                                       |                                                       |                                                       |                                                       |                                                       |                                                       |  |  |  |  |                                                   |                                                   |                                                   |                                                   |                                                   |                                                   |  |  |  |  |                               |                               |                               |                               |                               |                               |  |  |  |  |  |  |  |  |  |  |
|                                    |                                    |                                    |                                    |                                    |                                    |  |  |                               |                               |                               |                               |                                     |                               |  |  |                                                   |                                                   |                                                   |                                                   |                                                   |                                                   |  |  |  |  |                                                       |                                                       |                                                       |                                                       |                                                       |                                                       |  |  |  |  |                                                   |                                                   |                                                   |                                                   |                                                   |                                                   |  |  |  |  |                               |                               |                               |                               |                               |                               |  |  |  |  |  |  |  |  |  |  |
|                                    |                                    |                                    |                                    |                                    |                                    |  |  |                               |                               |                               |                               |                                     |                               |  |  |                                                   |                                                   |                                                   |                                                   |                                                   |                                                   |  |  |  |  |                                                       |                                                       |                                                       |                                                       |                                                       |                                                       |  |  |  |  |                                                   |                                                   |                                                   |                                                   |                                                   |                                                   |  |  |  |  |                               |                               |                               |                               |                               |                               |  |  |  |  |  |  |  |  |  |  |
| Ma Fushou (en) (Ma Fu-shou) 馬福壽 | Ma Fushou (en) (Ma Fu-shou) 馬福壽 | Ma Fushou (en) (Ma Fu-shou) 馬福壽 | Ma Fushou (en) (Ma Fu-shou) 馬福壽 | Ma Fushou (en) (Ma Fu-shou) 馬福壽 | Ma Fushou (en) (Ma Fu-shou) 馬福壽 |  |  | Ma Fucai (Ma Fu-ts'ai) 馬福財 | Ma Fucai (Ma Fu-ts'ai) 馬福財 | Ma Fucai (Ma Fu-ts'ai) 馬福財 | Ma Fucai (Ma Fu-ts'ai) 馬福財 | Ma Fucai (Ma Fu-ts'ai) 馬福財       | Ma Fucai (Ma Fu-ts'ai) 馬福財 |  |  | Ma Fulu (Ma Fu-lu) 馬福綠                         | Ma Fulu (Ma Fu-lu) 馬福綠                         | Ma Fulu (Ma Fu-lu) 馬福綠                         | Ma Fulu (Ma Fu-lu) 馬福綠                         | Ma Fulu (Ma Fu-lu) 馬福綠                         | Ma Fulu (Ma Fu-lu) 馬福綠                         |  |  |  |  | Ma Fuxiang (Ma Fu-hsiang) 馬福祥                      | Ma Fuxiang (Ma Fu-hsiang) 馬福祥                      | Ma Fuxiang (Ma Fu-hsiang) 馬福祥                      | Ma Fuxiang (Ma Fu-hsiang) 馬福祥                      | Ma Fuxiang (Ma Fu-hsiang) 馬福祥                      | Ma Fuxiang (Ma Fu-hsiang) 馬福祥                      |  |  |  |  |                                                   |                                                   |                                                   |                                                   |                                                   |                                                   |  |  |  |  |                               |                               |                               |                               |                               |                               |  |  |  |  |  |  |  |  |  |  |
| Ma Fushou (en) (Ma Fu-shou) 馬福壽 | Ma Fushou (en) (Ma Fu-shou) 馬福壽 | Ma Fushou (en) (Ma Fu-shou) 馬福壽 | Ma Fushou (en) (Ma Fu-shou) 馬福壽 | Ma Fushou (en) (Ma Fu-shou) 馬福壽 | Ma Fushou (en) (Ma Fu-shou) 馬福壽 |  |  | Ma Fucai (Ma Fu-ts'ai) 馬福財 | Ma Fucai (Ma Fu-ts'ai) 馬福財 | Ma Fucai (Ma Fu-ts'ai) 馬福財 | Ma Fucai (Ma Fu-ts'ai) 馬福財 | Ma Fucai (Ma Fu-ts'ai) 馬福財       | Ma Fucai (Ma Fu-ts'ai) 馬福財 |  |  | Ma Fulu (Ma Fu-lu) 馬福綠                         | Ma Fulu (Ma Fu-lu) 馬福綠                         | Ma Fulu (Ma Fu-lu) 馬福綠                         | Ma Fulu (Ma Fu-lu) 馬福綠                         | Ma Fulu (Ma Fu-lu) 馬福綠                         | Ma Fulu (Ma Fu-lu) 馬福綠                         |  |  |  |  | Ma Fuxiang (Ma Fu-hsiang) 馬福祥                      | Ma Fuxiang (Ma Fu-hsiang) 馬福祥                      | Ma Fuxiang (Ma Fu-hsiang) 馬福祥                      | Ma Fuxiang (Ma Fu-hsiang) 馬福祥                      | Ma Fuxiang (Ma Fu-hsiang) 馬福祥                      | Ma Fuxiang (Ma Fu-hsiang) 馬福祥                      |  |  |  |  |                                                   |                                                   |                                                   |                                                   |                                                   |                                                   |  |  |  |  |                               |                               |                               |                               |                               |                               |  |  |  |  |  |  |  |  |  |  |
|                                    |                                    |                                    |                                    |                                    |                                    |  |  |                               |                               |                               |                               |                                     |                               |  |  | Ma Hongbin (en) (Ma Hung-pin) 馬鴻賓              | Ma Hongbin (en) (Ma Hung-pin) 馬鴻賓              | Ma Hongbin (en) (Ma Hung-pin) 馬鴻賓              | Ma Hongbin (en) (Ma Hung-pin) 馬鴻賓              | Ma Hongbin (en) (Ma Hung-pin) 馬鴻賓              | Ma Hongbin (en) (Ma Hung-pin) 馬鴻賓              |  |  |  |  | Ma Hongkui (en) (Ma Hung-kuei ou Ma Hung-kwei) 馬鴻逵 | Ma Hongkui (en) (Ma Hung-kuei ou Ma Hung-kwei) 馬鴻逵 | Ma Hongkui (en) (Ma Hung-kuei ou Ma Hung-kwei) 馬鴻逵 | Ma Hongkui (en) (Ma Hung-kuei ou Ma Hung-kwei) 馬鴻逵 | Ma Hongkui (en) (Ma Hung-kuei ou Ma Hung-kwei) 馬鴻逵 | Ma Hongkui (en) (Ma Hung-kuei ou Ma Hung-kwei) 馬鴻逵 |  |  |  |  |                                                   |                                                   |                                                   |                                                   |                                                   |                                                   |  |  |  |  |                               |                               |                               |                               |                               |                               |  |  |  |  |  |  |  |  |  |  |
|                                    |                                    |                                    |                                    |                                    |                                    |  |  |                               |                               |                               |                               |                                     |                               |  |  | Ma Hongbin (en) (Ma Hung-pin) 馬鴻賓              | Ma Hongbin (en) (Ma Hung-pin) 馬鴻賓              | Ma Hongbin (en) (Ma Hung-pin) 馬鴻賓              | Ma Hongbin (en) (Ma Hung-pin) 馬鴻賓              | Ma Hongbin (en) (Ma Hung-pin) 馬鴻賓              | Ma Hongbin (en) (Ma Hung-pin) 馬鴻賓              |  |  |  |  | Ma Hongkui (en) (Ma Hung-kuei ou Ma Hung-kwei) 馬鴻逵 | Ma Hongkui (en) (Ma Hung-kuei ou Ma Hung-kwei) 馬鴻逵 | Ma Hongkui (en) (Ma Hung-kuei ou Ma Hung-kwei) 馬鴻逵 | Ma Hongkui (en) (Ma Hung-kuei ou Ma Hung-kwei) 馬鴻逵 | Ma Hongkui (en) (Ma Hung-kuei ou Ma Hung-kwei) 馬鴻逵 | Ma Hongkui (en) (Ma Hung-kuei ou Ma Hung-kwei) 馬鴻逵 |  |  |  |  |                                                   |                                                   |                                                   |                                                   |                                                   |                                                   |  |  |  |  |                               |                               |                               |                               |                               |                               |  |  |  |  |  |  |  |  |  |  |
|                                    |                                    |                                    |                                    |                                    |                                    |  |  |                               |                               |                               |                               |                                     |                               |  |  |                                                   |                                                   |                                                   |                                                   |                                                   |                                                   |  |  |  |  |                                                       |                                                       |                                                       |                                                       |                                                       |                                                       |  |  |  |  |                                                   |                                                   |                                                   |                                                   |                                                   |                                                   |  |  |  |  |                               |                               |                               |                               |                               |                               |  |  |  |  |  |  |  |  |  |  |
|                                    |                                    |                                    |                                    |                                    |                                    |  |  |                               |                               |                               |                               |                                     |                               |  |  | Ma Dunjing (1906–1972) (en) (Ma Tun-ching) 馬惇靖 | Ma Dunjing (1906–1972) (en) (Ma Tun-ching) 馬惇靖 | Ma Dunjing (1906–1972) (en) (Ma Tun-ching) 馬惇靖 | Ma Dunjing (1906–1972) (en) (Ma Tun-ching) 馬惇靖 | Ma Dunjing (1906–1972) (en) (Ma Tun-ching) 馬惇靖 | Ma Dunjing (1906–1972) (en) (Ma Tun-ching) 馬惇靖 |  |  |  |  | Ma Dunhou (Ma Tun-hou ou Ma Tung-hou) 馬敦厚          | Ma Dunhou (Ma Tun-hou ou Ma Tung-hou) 馬敦厚          | Ma Dunhou (Ma Tun-hou ou Ma Tung-hou) 馬敦厚          | Ma Dunhou (Ma Tun-hou ou Ma Tung-hou) 馬敦厚          | Ma Dunhou (Ma Tun-hou ou Ma Tung-hou) 馬敦厚          | Ma Dunhou (Ma Tun-hou ou Ma Tung-hou) 馬敦厚          |  |  |  |  | Ma Dunjing (1910–2003) (en) (Ma Tun-ching) 馬敦靜 | Ma Dunjing (1910–2003) (en) (Ma Tun-ching) 馬敦靜 | Ma Dunjing (1910–2003) (en) (Ma Tun-ching) 馬敦靜 | Ma Dunjing (1910–2003) (en) (Ma Tun-ching) 馬敦靜 | Ma Dunjing (1910–2003) (en) (Ma Tun-ching) 馬敦靜 | Ma Dunjing (1910–2003) (en) (Ma Tun-ching) 馬敦靜 |  |  |  |  | Ma Dunren (Ma Tun-jen) 馬敦仁 | Ma Dunren (Ma Tun-jen) 馬敦仁 | Ma Dunren (Ma Tun-jen) 馬敦仁 | Ma Dunren (Ma Tun-jen) 馬敦仁 | Ma Dunren (Ma Tun-jen) 馬敦仁 | Ma Dunren (Ma Tun-jen) 馬敦仁 |  |  |  |  |  |  |  |  |  |  |

### 3efamille
|                                                                    |                                                                    |                                                                    |                                                                    |                                                                    |                                                                    |                                 |                                 |                                 |                                 |                                 |                                 | Inconnu                         |                                 |  |  |                                     |                                     |                                     |                                     |                                     |                                     |                                    |                                    |                               |                               |                               |                               |                               |                               |  |  |                               |                               |                               |                               |                               |                               |  |  |  |  |  |  |  |  |  |  |  |  |  |  |  |  |  |  |  |  |  |  |  |  |  |  |
|                                                                    |                                                                    |                                                                    |                                                                    |                                                                    |                                                                    |                                 |                                 |                                 |                                 |                                 |                                 |                                 |                                 |  |  |                                     |                                     |                                     |                                     |                                     |                                     |                                    |                                    |                               |                               |                               |                               |                               |                               |  |  |                               |                               |                               |                               |                               |                               |  |  |  |  |  |  |  |  |  |  |  |  |  |  |  |  |  |  |  |  |  |  |  |  |  |  |
|                                                                    |                                                                    |                                                                    |                                                                    |                                                                    |                                                                    |                                 |                                 |                                 |                                 |                                 |                                 |                                 |                                 |  |  |                                     |                                     |                                     |                                     |                                     |                                     |                                    |                                    |                               |                               |                               |                               |                               |                               |  |  |                               |                               |                               |                               |                               |                               |  |  |  |  |  |  |  |  |  |  |  |  |  |  |  |  |  |  |  |  |  |  |  |  |  |  |
|                                                                    |                                                                    |                                                                    |                                                                    | Ma Haiyuan (Ma Hai-yüan) 馬海淵                                    | Ma Haiyuan (Ma Hai-yüan) 馬海淵                                    | Ma Haiyuan (Ma Hai-yüan) 馬海淵 | Ma Haiyuan (Ma Hai-yüan) 馬海淵 | Ma Haiyuan (Ma Hai-yüan) 馬海淵 | Ma Haiyuan (Ma Hai-yüan) 馬海淵 |                                 |                                 |                                 |                                 |  |  |                                     |                                     | Ma Haiyan (en) (Ma Hai-yan) 馬海晏  | Ma Haiyan (en) (Ma Hai-yan) 馬海晏  | Ma Haiyan (en) (Ma Hai-yan) 馬海晏  | Ma Haiyan (en) (Ma Hai-yan) 馬海晏  | Ma Haiyan (en) (Ma Hai-yan) 馬海晏 | Ma Haiyan (en) (Ma Hai-yan) 馬海晏 |                               |                               |                               |                               |                               |                               |  |  |                               |                               |                               |                               |                               |                               |  |  |  |  |  |  |  |  |  |  |  |  |  |  |  |  |  |  |  |  |  |  |  |  |  |  |
|                                                                    |                                                                    |                                                                    |                                                                    | Ma Haiyuan (Ma Hai-yüan) 馬海淵                                    | Ma Haiyuan (Ma Hai-yüan) 馬海淵                                    | Ma Haiyuan (Ma Hai-yüan) 馬海淵 | Ma Haiyuan (Ma Hai-yüan) 馬海淵 | Ma Haiyuan (Ma Hai-yüan) 馬海淵 | Ma Haiyuan (Ma Hai-yüan) 馬海淵 |                                 |                                 |                                 |                                 |  |  |                                     |                                     | Ma Haiyan (en) (Ma Hai-yan) 馬海晏  | Ma Haiyan (en) (Ma Hai-yan) 馬海晏  | Ma Haiyan (en) (Ma Hai-yan) 馬海晏  | Ma Haiyan (en) (Ma Hai-yan) 馬海晏  | Ma Haiyan (en) (Ma Hai-yan) 馬海晏 | Ma Haiyan (en) (Ma Hai-yan) 馬海晏 |                               |                               |                               |                               |                               |                               |  |  |                               |                               |                               |                               |                               |                               |  |  |  |  |  |  |  |  |  |  |  |  |  |  |  |  |  |  |  |  |  |  |  |  |  |  |
|                                                                    |                                                                    |                                                                    |                                                                    |                                                                    |                                                                    |                                 |                                 |                                 |                                 |                                 |                                 |                                 |                                 |  |  |                                     |                                     |                                     |                                     |                                     |                                     |                                    |                                    |                               |                               |                               |                               |                               |                               |  |  |                               |                               |                               |                               |                               |                               |  |  |  |  |  |  |  |  |  |  |  |  |  |  |  |  |  |  |  |  |  |  |  |  |  |  |
| Ma Bao (Ma Pao) 馬寶                                               | Ma Bao (Ma Pao) 馬寶                                               | Ma Bao (Ma Pao) 馬寶                                               | Ma Bao (Ma Pao) 馬寶                                               | Ma Bao (Ma Pao) 馬寶                                               | Ma Bao (Ma Pao) 馬寶                                               |                                 |                                 | Ma Guzhong (Ma Ku-chung) 馬??   | Ma Guzhong (Ma Ku-chung) 馬??   | Ma Guzhong (Ma Ku-chung) 馬??   | Ma Guzhong (Ma Ku-chung) 馬??   | Ma Guzhong (Ma Ku-chung) 馬??   | Ma Guzhong (Ma Ku-chung) 馬??   |  |  | Ma Qi (Ma Ch'i) 馬麒                | Ma Qi (Ma Ch'i) 馬麒                | Ma Qi (Ma Ch'i) 馬麒                | Ma Qi (Ma Ch'i) 馬麒                | Ma Qi (Ma Ch'i) 馬麒                | Ma Qi (Ma Ch'i) 馬麒                |                                    |                                    | Ma Lin (Ma Lin) 馬麟          | Ma Lin (Ma Lin) 馬麟          | Ma Lin (Ma Lin) 馬麟          | Ma Lin (Ma Lin) 馬麟          | Ma Lin (Ma Lin) 馬麟          | Ma Lin (Ma Lin) 馬麟          |  |  |                               |                               |                               |                               |                               |                               |  |  |  |  |  |  |  |  |  |  |  |  |  |  |  |  |  |  |  |  |  |  |  |  |  |  |
| Ma Bao (Ma Pao) 馬寶                                               | Ma Bao (Ma Pao) 馬寶                                               | Ma Bao (Ma Pao) 馬寶                                               | Ma Bao (Ma Pao) 馬寶                                               | Ma Bao (Ma Pao) 馬寶                                               | Ma Bao (Ma Pao) 馬寶                                               |                                 |                                 | Ma Guzhong (Ma Ku-chung) 馬??   | Ma Guzhong (Ma Ku-chung) 馬??   | Ma Guzhong (Ma Ku-chung) 馬??   | Ma Guzhong (Ma Ku-chung) 馬??   | Ma Guzhong (Ma Ku-chung) 馬??   | Ma Guzhong (Ma Ku-chung) 馬??   |  |  | Ma Qi (Ma Ch'i) 馬麒                | Ma Qi (Ma Ch'i) 馬麒                | Ma Qi (Ma Ch'i) 馬麒                | Ma Qi (Ma Ch'i) 馬麒                | Ma Qi (Ma Ch'i) 馬麒                | Ma Qi (Ma Ch'i) 馬麒                |                                    |                                    | Ma Lin (Ma Lin) 馬麟          | Ma Lin (Ma Lin) 馬麟          | Ma Lin (Ma Lin) 馬麟          | Ma Lin (Ma Lin) 馬麟          | Ma Lin (Ma Lin) 馬麟          | Ma Lin (Ma Lin) 馬麟          |  |  |                               |                               |                               |                               |                               |                               |  |  |  |  |  |  |  |  |  |  |  |  |  |  |  |  |  |  |  |  |  |  |  |  |  |  |
|                                                                    |                                                                    |                                                                    |                                                                    |                                                                    |                                                                    |                                 |                                 |                                 |                                 |                                 |                                 |                                 |                                 |  |  |                                     |                                     |                                     |                                     |                                     |                                     |                                    |                                    |                               |                               |                               |                               |                               |                               |  |  |                               |                               |                               |                               |                               |                               |  |  |  |  |  |  |  |  |  |  |  |  |  |  |  |  |  |  |  |  |  |  |  |  |  |  |
| Ma Zhongying (Ma Chung-ying) 馬仲英 (Ma Buying, Ma Pu-ying 馬步英) | Ma Zhongying (Ma Chung-ying) 馬仲英 (Ma Buying, Ma Pu-ying 馬步英) | Ma Zhongying (Ma Chung-ying) 馬仲英 (Ma Buying, Ma Pu-ying 馬步英) | Ma Zhongying (Ma Chung-ying) 馬仲英 (Ma Buying, Ma Pu-ying 馬步英) | Ma Zhongying (Ma Chung-ying) 馬仲英 (Ma Buying, Ma Pu-ying 馬步英) | Ma Zhongying (Ma Chung-ying) 馬仲英 (Ma Buying, Ma Pu-ying 馬步英) |                                 |                                 | Ma Buqing (Ma Pu-ch'ing) 馬步青 | Ma Buqing (Ma Pu-ch'ing) 馬步青 | Ma Buqing (Ma Pu-ch'ing) 馬步青 | Ma Buqing (Ma Pu-ch'ing) 馬步青 | Ma Buqing (Ma Pu-ch'ing) 馬步青 | Ma Buqing (Ma Pu-ch'ing) 馬步青 |  |  | Ma Bufang (Ma Pu-fang) 馬步芳       | Ma Bufang (Ma Pu-fang) 馬步芳       | Ma Bufang (Ma Pu-fang) 馬步芳       | Ma Bufang (Ma Pu-fang) 馬步芳       | Ma Bufang (Ma Pu-fang) 馬步芳       | Ma Bufang (Ma Pu-fang) 馬步芳       |                                    |                                    | Ma Burong (Ma Pu-jung) 馬步榮 | Ma Burong (Ma Pu-jung) 馬步榮 | Ma Burong (Ma Pu-jung) 馬步榮 | Ma Burong (Ma Pu-jung) 馬步榮 | Ma Burong (Ma Pu-jung) 馬步榮 | Ma Burong (Ma Pu-jung) 馬步榮 |  |  | Ma Buyuan (Ma Pu-yüan) 馬步援 | Ma Buyuan (Ma Pu-yüan) 馬步援 | Ma Buyuan (Ma Pu-yüan) 馬步援 | Ma Buyuan (Ma Pu-yüan) 馬步援 | Ma Buyuan (Ma Pu-yüan) 馬步援 | Ma Buyuan (Ma Pu-yüan) 馬步援 |  |  |  |  |  |  |  |  |  |  |  |  |  |  |  |  |  |  |  |  |  |  |  |  |  |  |
| Ma Zhongying (Ma Chung-ying) 馬仲英 (Ma Buying, Ma Pu-ying 馬步英) | Ma Zhongying (Ma Chung-ying) 馬仲英 (Ma Buying, Ma Pu-ying 馬步英) | Ma Zhongying (Ma Chung-ying) 馬仲英 (Ma Buying, Ma Pu-ying 馬步英) | Ma Zhongying (Ma Chung-ying) 馬仲英 (Ma Buying, Ma Pu-ying 馬步英) | Ma Zhongying (Ma Chung-ying) 馬仲英 (Ma Buying, Ma Pu-ying 馬步英) | Ma Zhongying (Ma Chung-ying) 馬仲英 (Ma Buying, Ma Pu-ying 馬步英) |                                 |                                 | Ma Buqing (Ma Pu-ch'ing) 馬步青 | Ma Buqing (Ma Pu-ch'ing) 馬步青 | Ma Buqing (Ma Pu-ch'ing) 馬步青 | Ma Buqing (Ma Pu-ch'ing) 馬步青 | Ma Buqing (Ma Pu-ch'ing) 馬步青 | Ma Buqing (Ma Pu-ch'ing) 馬步青 |  |  | Ma Bufang (Ma Pu-fang) 馬步芳       | Ma Bufang (Ma Pu-fang) 馬步芳       | Ma Bufang (Ma Pu-fang) 馬步芳       | Ma Bufang (Ma Pu-fang) 馬步芳       | Ma Bufang (Ma Pu-fang) 馬步芳       | Ma Bufang (Ma Pu-fang) 馬步芳       |                                    |                                    | Ma Burong (Ma Pu-jung) 馬步榮 | Ma Burong (Ma Pu-jung) 馬步榮 | Ma Burong (Ma Pu-jung) 馬步榮 | Ma Burong (Ma Pu-jung) 馬步榮 | Ma Burong (Ma Pu-jung) 馬步榮 | Ma Burong (Ma Pu-jung) 馬步榮 |  |  | Ma Buyuan (Ma Pu-yüan) 馬步援 | Ma Buyuan (Ma Pu-yüan) 馬步援 | Ma Buyuan (Ma Pu-yüan) 馬步援 | Ma Buyuan (Ma Pu-yüan) 馬步援 | Ma Buyuan (Ma Pu-yüan) 馬步援 | Ma Buyuan (Ma Pu-yüan) 馬步援 |  |  |  |  |  |  |  |  |  |  |  |  |  |  |  |  |  |  |  |  |  |  |  |  |  |  |
|                                                                    |                                                                    |                                                                    |                                                                    |                                                                    |                                                                    |                                 |                                 |                                 |                                 |                                 |                                 |                                 |                                 |  |  |                                     |                                     |                                     |                                     |                                     |                                     |                                    |                                    |                               |                               |                               |                               |                               |                               |  |  |                               |                               |                               |                               |                               |                               |  |  |  |  |  |  |  |  |  |  |  |  |  |  |  |  |  |  |  |  |  |  |  |  |  |  |
| Ma Xuyuan (Ma Hsü-yüan) 馬緒援                                     | Ma Xuyuan (Ma Hsü-yüan) 馬緒援                                     | Ma Xuyuan (Ma Hsü-yüan) 馬緒援                                     | Ma Xuyuan (Ma Hsü-yüan) 馬緒援                                     | Ma Xuyuan (Ma Hsü-yüan) 馬緒援                                     | Ma Xuyuan (Ma Hsü-yüan) 馬緒援                                     |                                 |                                 | Ma Weiguo (Ma Wei-kuo) 馬衛國   | Ma Weiguo (Ma Wei-kuo) 馬衛國   | Ma Weiguo (Ma Wei-kuo) 馬衛國   | Ma Weiguo (Ma Wei-kuo) 馬衛國   | Ma Weiguo (Ma Wei-kuo) 馬衛國   | Ma Weiguo (Ma Wei-kuo) 馬衛國   |  |  | Ma Jiyuan (en) (Ma Chi-yüan) 馬繼援 | Ma Jiyuan (en) (Ma Chi-yüan) 馬繼援 | Ma Jiyuan (en) (Ma Chi-yüan) 馬繼援 | Ma Jiyuan (en) (Ma Chi-yüan) 馬繼援 | Ma Jiyuan (en) (Ma Chi-yüan) 馬繼援 | Ma Jiyuan (en) (Ma Chi-yüan) 馬繼援 |                                    |                                    |                               |                               |                               |                               |                               |                               |  |  |                               |                               |                               |                               |                               |                               |  |  |  |  |  |  |  |  |  |  |  |  |  |  |  |  |  |  |  |  |  |  |  |  |  |  |

## Liste des guerres de la clique des Ma
- Révolte des Dounganes
- Révolte des Dounganes (1895-1896)
- Première guerre sino-japonaise
- Révolte des Boxers
- Révolution chinoise de 1911
- Guerre de protection de la nation
- Conflit musulman au Gansu (1927-30) (en)
- Rébellions goloks (1917-1949)
- Guerre civile chinoise
- Rébellion Kumul
- Guerre sino-tibétaine
- Invasion soviétique du Xinjiang
- Rébellion islamique du Xinjiang de 1937 (en)
- Seconde guerre sino-japonaise
- Rébellion Ili
- Insurrection islamique du Kuomintang (en)